# クレオソール
クレオソール（英語: creosol）は、化学式が C8H10O2 で表される有機化合物である。クレオソート油に含まれる。フェノールと比べて毒性の低い消毒薬である。

## 供給源
クレオソールの供給源は以下の通り。
- コールタールクレオソート
- 木材クレオソート
- 強塩酸で亜鉛粉末を用いたバニリンの還元生成物（クレメンゼン還元）
- 生バニラビーンズに配糖体（グリコシド）として含まれている[2]。
- テキーラにも含まれている[3]。

## 反応
ハロゲン化水素と反応してカテコールを与える。